# Miho Morikawa
Miho Morikawa,  (森川美穂?, Morikawa Miho), pseudonimo di Miho Enami (榎並美穂?, Enami Miho) (Prefettura di Osaka, 5 maggio 1968), è una cantante, attrice ed ex modella giapponese.

## Biografia
Miho Morikawa debutta nel mondo dello spettacolo all'età di diciassette anni, vincendo un concorso canoro che la porta nel 1986 ad incidere il suo primo album studio, intitolato Sentimental Times. Nel 1987 registra il brano Onna ni Naare scritto per lei da Aska e nello stesso anno debutta come attrice nel musical Idomeneo ispirato all'opera di Mozart.
Poco tempo dopo, la Morikawa inizia anche a scrivere i testi delle canzoni che canta e successivamente a comporre anche la musica di alcuni pezzi. Nel suo EP Holiday, la Morikawa suona anche l'arpa in alcuni brani.
Nel 1990 il suo album POP THE TOP!, registrato a Los Angeles arriva alla prima posizione della classifica Oricon, mentre nel 1992 l'album, Freestyle, debutta alla decima posizione della classifica degli album più venduti in Giappone.
Miho Morikawa è particolarmente celebre per aver interpretato alcuni brani musicali legati a popolari anime, come Blue Water e Yes I Will, rispettivamente sigla di apertura e di chiusura della serie Il mistero della pietra azzurra, Positive da Ranma ½, e By Yourself dalla serie OAV di Dirty Pair.
Al volgere del millennio, la Morikawa forma il gruppo LOST&FOUND, con cui pubblica un album prima di sciogliere il progetto. Successivamente è tornata a recitare a teatro con l'Aida e nel musical GIFT.

## Discografia

### Album
- 1985 - Takan Sedai (多感世代)
- 1987 - Onna ni Naare (おんなになあれ)
- 1987 - Nude Voice (ヌード･ボイス)
- 1988 - 1/2 Contrast
- 1988 - Ow-witch!
- 1989 - Time-ize
- 1990 - POP THE TOP!
- 1992 - FREE STYLE
- 1992 - VOICES
- 1993 - a holiday
- 1994 - Jounetsu no Hitomi (情熱の瞳)
- 1995 - HALLOW
- 1996 - HER-Best 1985-1989
- 1996 - Solista
- 1997 - HER-Best II 1985-1989
- 1998 - tasty
- 2000 - LOST & FOUND
- 2004 - Golden☆Best (ゴールデン☆ベスト)
- 2007 - VAP SINGLE COLLECTION

### Singoli
- 1985 - Kyoushitsu (教室)
- 1985 - Full na Arashi (ブルーな嵐)
- 1986 - Akai Namida (赤い涙)
- 1986 - Surfside Breeze (サーフサイド・ブリーズ)
- 1986 - Himesama Zoom In (姫様ズーム･イン)
- 1987 - Onna ni Naare (おんなになあれ)
- 1987 - FRIDAY
- 1988 - BE FREE／FRIDAY NIGHT TOWN
- 1988 - Wakari Aitai (わかりあいたい)
- 1988 - Real Mind
- 1989 - Chance (チャンス)
- 1990 - Blue Water/Yes, I will... (ブルーウォーター／Yes, I will…)
- 1990 - Kokoro no Parking Zone (心のパーキングゾーン)
- 1991 - LOVIN' YOU
- 1991 - POSITIVE
- 1992 - Megimeta Venus (目覚めたヴィーナス)
- 1992 - Tsubasa ni Kaete (翼にかえて)
- 1993 - Kimi ga Kimi de Iru Tame ni (君が君でいるために)
- 1994 - Sazuato (傷痕)
- 1994 - Koishite Ireba Daijoubou (恋していれば大丈夫)
- 1995 - Sunao ni Waraenai (素直に笑えない)
- 1995 - CLOSE YOUR EYES
- 1996 - 99 Generation
- 1996 - DOMINO
- 1996 - Finger (フィンガー)
- 1997 - Soredemo Minna Ikiteiru (それでもみんな生きている)
- 1998 - Soul Generation
- 1999 - HAPPINESS
- 2000 - Kiss
- 2001 - Kaze ni Nare ~Like A Wind~ (風になれ〜Like A Wind〜)
- 2007 - Blue Water (21st century ver.) (ブルーウォーター(21st century ver.))